# Вейнгер, Мордхе
Мордхе Вейнгер (Мордехай, Михаил Борисович; 1890, Полтава — 1929) — советский лингвист и диалектолог еврейского происхождения, изучал идиш. Создатель первого атласа диалектов идиша.

## Биография
Родился в 1890 году в Полтаве. Ещё в детском возрасте переехал в Варшаву, где изучал германскую филологию в Варшавском университете. В 1912—1913 годах публиковал работы по синтаксису идиша, а также роли звуков иврита в идише. Также предложил орфоэпические реформы для идиша. Его работы были включены в книгу Шмуэла Нигера «Дер пинкес».
Начало Первой мировой войны на много лет прервало исследования Мордхе Вейнгера, который окончил университет за несколько недель до этого. После службы в русской армии на территории Персии, а также работы на советскую власть в различных местностях, включая период проживания в палатках в Туркестане, будущий учёный осел в Минске в 1923 году. В этом городе он стал ведущей фигурой белорусского центра изучения идиша. Вейнгер был преподавателем германской филологии и идиша в Белорусском государственном университете, а с 1925 года — учёным секретарём и председателем Лингвистической комиссии Еврейской секции Института белорусской культуры. В дополнение к преподаванию, он широко публиковался в советской идишеязычной периодике, а также был инициатором двух проектов: академического словаря идиша и атласа идишеязычных регионов. Среди публикаций можно выделить «Форшт идише диалектн!» (Изучайте диалекты идиша, 1925).
Главной работой Мордхе Вейнгера был его диалектологический атлас «Идишер шпрахатлас фун советн-фарбанд» (Еврейский языковый атлас Советского Созюза), который включал введение и 75 карт. Критики отмечали несовершенство методики его создания, ведь он базировался на анкетах, разосланных по почте, а не на эмпирических или полевых исследованиях. Более того, атлас охватывал лишь тогдашнюю территорию Советского Союза — большинство внимания было отведено северо-восточным («литовским») и юго-восточным («украинским») говорам идиша, но не был упомянут средневосточный («польский») диалект. Среди других научных работ: «Гебраистские звуки в идише» (1913), «Еврейский синтаксис» (1913), «Лингвистическая картография и еврейский языковой атлас» (1929), «Еврейская этимология» (1929), «Лингвистические источники языка Менделе Мойхер-Сфорима» (1929).
Вейнгер покончил жизнь самоубийством 4 февраля 1929 года. Его работа «Идише диалектологие» (Еврейская диалектология) вышла в печать в том же году, но уже после его смерти, а его атлас был издан в 1931 году его учеником Лейзером Виленкиным.